# Ступнівський заказник
Сту́пнівський зака́зник — ентомологічний заказник місцевого значення в Україні. Розташований у межах Здолбунівського району Рівненської області, неподалік від села Ступно. 
Площа 59 га. Статус надано згідно з рішенням облвиконкому від 22.11.1983 року № 343 (зміни згідно з рішенням облвиконкому від 18.06.1991 року № 98). Перебуває у віданні ДП СЛАП «Здолбунівський держспецлісгосп» (кв. 33, вид. 4-8; кв. 35, вид. 20-24; кв. 37, вид. 9). 
Статус надано для збереження місць оселення (на схилах балки) користної ентомофауни — бджіл, джмелів тощо. 
Заказник входить до складу Дермансько-Мостівського регіонального ландшафтного парку.